# Вильнёв-сюр-Ло
Вильнёв-сюр-Ло (фр. Villeneuve-sur-Lot, /vilnœvsyʁ'lɔt/, окс. Vilanuèva d'Òlt) — город (коммуна) на юго-западе Франции. Населённый пункт находится в регионе Аквитания. Население города по данным мэрии по состоянию на 1 января 2011 года (основанное на данных INSEE по переписи 2008 года) составляло 24 686 человек.
Ближайшие крупные города: Бордо и Тулуза, расстояние до каждого из которых — 136 км. До ближайшей автомагистрали, как и до ближайшей станции поездов TGV — 30 км.
Основные отрасли экономики в городе: сельское хозяйство, лесная промышленность и строительство и коммунальные работы.

## Городские объекты
В городе расположены:
- публичные учреждения дошкольного и младшешкольного образования на 6 детсадовских групп (maternelles), 10 — школьных (élémentaires)
- 2 публичных колледжа и 1 лицей
- 1 ПТУ (lycée d’enseignement professionnel)
- ряд частных учебных заведений (2 младшие школы, 1 колледж, 1 лицей, 1 агротехническое училище, 1 училище-centre de formation d’apprentis)
- 7 церквей и капелл
- мечеть
- театр (Théâtre Georges-Leygues)
- музей (Musée de Gajac)
- музыкальная школа, которую посещает около 850 учеников
- школа искусств
- дом культуры
- кинотеатр
- 2 развлекательных центра
- 3 «maisons de quartiers»
- тюрьма Centre de détention d’Eysses на 320 заключённых
- спортивный комплекс.

## Известные уроженцы
- Мазе, Жюльен[фр.] (род. 1981) — велосипедист
- Наибо, Карл[фр.] (род. 1982) — велосипедист
- Сане, Людовик (род. 1987) — сенегальский футболист
- Талье, Жак (1700—1778) — французский аббат, историк Церкви
- Жанна Жюйя (1910—1996) — французская актриса, модель, победительница национального конкурса красоты Мисс Франция 1931 и Мисс Европа 1931.